# Sergio Capogna
Sergio Capogna (Roma, 13 ottobre 1926 – Roma, 9 luglio 1977) è stato un regista cinematografico, sceneggiatore e montatore italiano.

## Biografia
Si diplomò al Centro sperimentale di cinematografia di Roma nel 1954. L'anno seguente venne segnalato dalla critica per un cortometraggio intitolato Comici, presentato al Festival di Venezia.
Il suo primo film di genere drammatico è del 1959, Un eroe del nostro tempo, tratto dal romanzo omonimo di Vasco Pratolini, che ebbe buone critiche sui maggiori quotidiani italiani. Il film fu presentato alla Mostra del Cinema di Venezia nel 1959, interpretato da Marina Berti e Massimo Tonna. I suoi due film successivi furono Le conseguenze (1964) con Marisa Solinas che il critico e docente universitario Vito Santoro ha definito " un capolavoro " in un post pubblico su fb alla figlia del regista (1964) e Plagio (1969) interpretato da Mita Medici, Raymond Lovelock, Alain Noury e Diario di un italiano (1973) con Alida Valli, Donatello e l'esordiente Mara Venier.

## Filmografia

### Attore
- Montecassino, regia di Arturo Gemmiti (1946)
- Sinfonia fatale (When in Rome), regia Victor Stoloff (1946)
- La passeggiata, regia di Renato Rascel (1953)

### Regista e sceneggiatore
- Un eroe del nostro tempo (1959)
- Le conseguenze (1964)
- Plagio (1968)
- Diario di un italiano (1973)